# НКЛ-26
Аеросани НКЛ-26 — самохідні бойові сани, які забезпечені двигуном внутрішнього згоряння з повітряним гвинтом (пропелером). Цей транспортний засіб, призначений для пересування по снігу і льоду.

## Опис
Сани НКЛ-26 мали дерев'яний корпус, і були озброєні одним кулеметом ДТ (Дегтярьов танковий) калібру 7,62 мм на турелі, що забезпечує круговий сектор обстрілу. У рух сани наводилися авіаційним двигуном М-11, аналогічним встановлюється на літаку По-2.

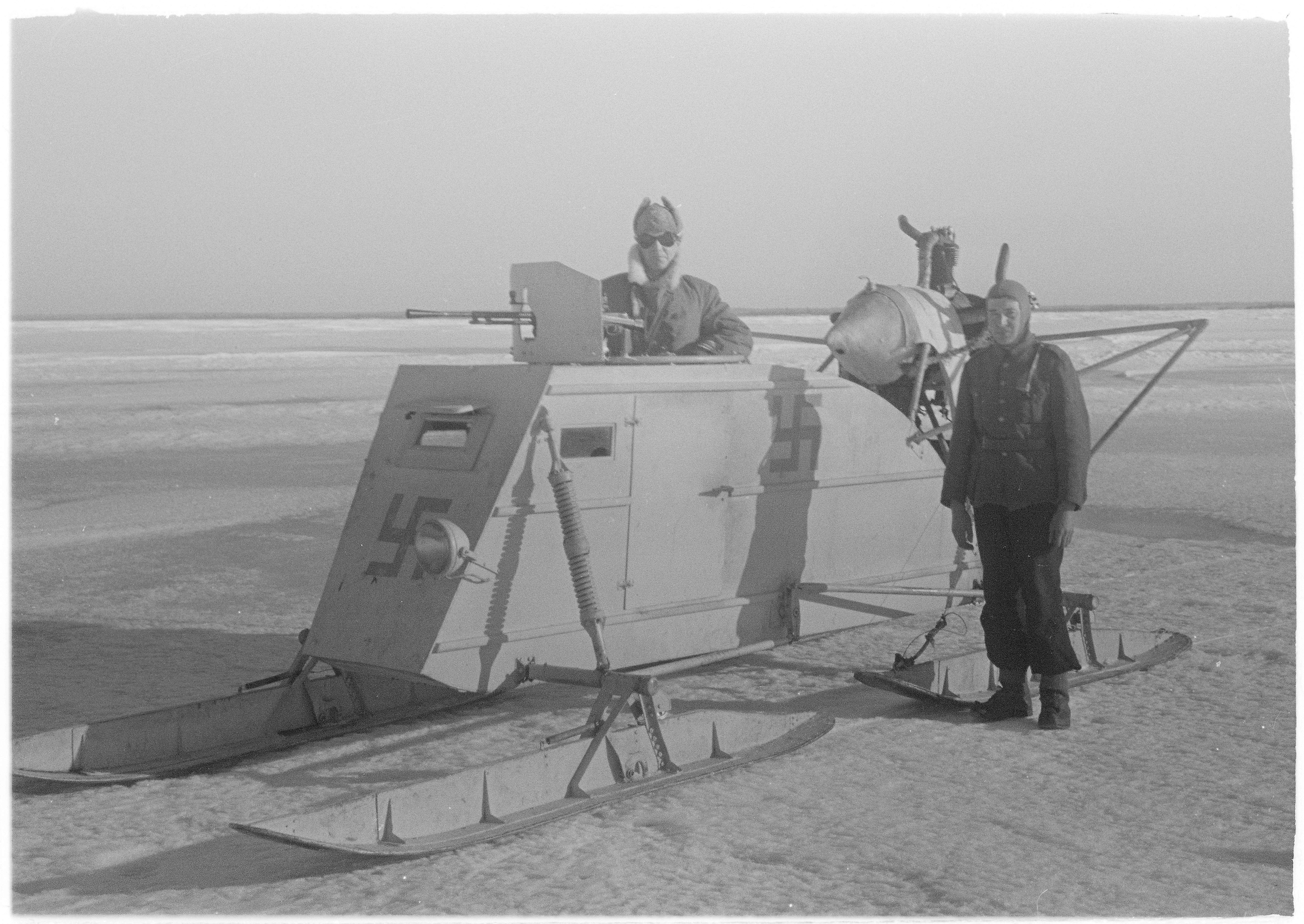

### Безпека
Перші моделі були випущені з дерев'яним корпусом з чотирма незалежно підвішеними керованими лижами. Каркас збирався з поперечних шпангоутів і поздовжніх стрингерів, а потім обшивався 10-міліметровою водостійкою фанерою. Перетин корпусу мав вигляд перевернутої трапеції. Його передня частина захищалася укріпленим під кутом в 30 ° до вертикалі броньовим щитом - листом противопульної броні товщиною 10 мм. У щиті, перед водієм, перебував оглядовий люк з відкидною стулкою, в якому виконано вузький проріз. Єдині двері розташовувалася зліва, паралельно сидіння водія, по бортах були два невеликих вікна зі звичайного скла для бокового огляду. У даху корпусу, над командиром, знаходився круглий отвір, забезпечений посиленою окантовкою. На окантовку закріплювалося кільцева підстава, на яку встановлювалася турель для кулемета типу ДТ калібру 7,62 мм. Турель мала броньований щиток з фігурним вирізом для кулемета. Механізм повороту забезпечував горизонтальний кут обстрілу до 300 °; 60 ° доводився на зону обертового повітряного гвинта. У задній частині, за відсіком командира, розміщувався паливний бак. Ходова частина аеросаней складалася з чотирьох однакових за розмірами лиж, піввісь і пружинних телескопічних амортизаційних стійок. Лижі відкриті, Т-подібного перетину, взаємозамінні. Передня частина ширше, ніж задня, що сприяло зменшенню бічного тертя при русі по пухкому снігу. Виготовлені вони з дерева, підошва - з 10-мм фанери, поздовжнє ребро - з соснової дошки. Кріплення - три пари кутових сталевих кронштейнів, стійки кабанчика і по кінцях сталеві косинки. Напівосі робили зі сталевої товстостінної труби. На зовнішній стороні, у втулки кабанчика, було приварено обмежувальне кільце і вушка для приєднання тяги управління і амортизаційної стійки. Кріплення піввісь до корпусу виконувалося на кварданних зчленуваннях.

### Управління
Управління аеросанями здійснювалося за допомогою рульового колеса, встановленого по осі машини в кабіні водія, через систему тросів і важелів. При обертанні колеса одночасно поверталися всі чотири лижі, що різко підвищувало маневреність. На рульовій трубі розміщувався барабан для намотування троса. Від нього трос через напрямні, розташовані на борту і на підлозі корпусу, тягнувся до роликів важеля головного валу. Головний вал був встановлений на підлозі кабіни на двох опорах. Для зменшення зусилля на ободі рульового колеса в систему тросів ввели подвійний блок. Для цього на головному валу встановили одноплечий важіль з колонкою роликів на голівці. Троси проходили через блок і хитний ролик в хвостовій частині корпусу. На головному валу зовні машини закріпили двупліччя сошки, до яких приєднувалися жорсткі трубчасті тяги з вільчатими різьбовими наконечниками, що з'єднували сошки з півосями підвіски лиж. Для забезпечення одночасного повороту лиж в різні боки з'єднання тяг з сошкою головного валу здійснювалося таким чином: права тяга управління передньою лижею під'єднуваалась до верхнього вушка сошки, а права задня тяга - до її нижнього вушка. З лівого ж боку комутація велася в зворотному порядку. Перед водієм знаходилася приладова дошка.

### Мотор
Моторна установка аеросаней НКЛ-26 однотипна і взаємозамінна з аеросанями НКЛ-16. Двигун М-11Г мав п'ять розташованих зіркоподібно в одній площині циліндрів повітряного охолодження. На двигун перед установкою на аеросани для запуску з місця водія додатково ставили електричний стартер і генератор. Їх місце - зліва і праворуч від зовнішніх сторін нижніх циліндрів. Двигун співпрягали ще з одним агрегатом - підігрівачем повітря на вході в карбюратор. Його установка покращувала роботу двигуна при низьких температурах, виключаючи збіднення робочої суміші, що надходить в циліндри, і вимерзання всмоктуючих каналів і карбюратора. Підігрівачем повітря був кожух, що приєднувався на фланці до карбюратора. Усередині кожуха проходили вихлопні патрубки двох нижніх циліндрів двигуна. При морозах нижче -20 ° на кожух додатково натягували теплоізолюючий чохол. Двигун фіксувався на подмоторній рамі болтами через амортизуючі втулки. У нижній частині рама закінчувалася двома вільчатими вушками, якими вона кріпилася до вушок силових вузлів корпусу. Спереду до кільця рами були приварені ще дві пари вушок - для стяжки наполегливих підкосів, забезпечуючи жорсткість, кріплення. Передня частина мотоустановки забезпечувалася капотом обтічної форми, кріпилася до кільця моторної рами. Верхня частина його відкидна, на двох шарнірах. Під ним знаходилися резервний бензиновий і основний масляний баки. Основний паливний бак розташовувався в задній частині корпусу на спеціальних ложементах, до яких фіксувався сталевими стрічками. На хвостовик колінчастого вала двигуна, на проміжній деталі - втулки - встановлювався дволопатевий дерев'яний повітряний гвинт. Його лопасті по кінцях і робочій кромці мали металеве обкуття. Втулка гвинта посаджена на конусний хвостовик колінчастого вала двигуна на шпонці і затягнута спеціальною гайкою. Щоб уникнути мимовільного відвертання вона обов'язково контрилася дротом.
Вихлопні патрубки трьох верхніх циліндрів індивідуальні, кінці трубок мали косі зрізи, розташовані по зустрічному потоку повітря. За рахунок цього при русі аеросаней відбувався інтенсивне відсмоктування вихлопних газів.
Для забезпечення безпеки зони обертання повітряного гвинта найчастіше застосовували захист у вигляді металевих трубчастих огорож, покритих яскравою червоною фарбою. Для безпечного пересування в нічний або сутінковий час доби, спереду аеросаней встановлювалася одна фара.

## Історія
Перша конструкція з'явилася в 1919 році, а до 1930-х років технології та конструкторські ідеї були доведені до досконалості. Постановою ДКО № 516сс від 19 серпня 1941 року в Кремлі Москви Державний Комітет Оборони ухвалює розпорядження про виробництво, розподіл і використання аеросаней . У грудні 1941 і січні 1942 року по документації розробленої під керівництвом Н. М. Андрєєва і М. В. Веселовського, будувала нові бойові аеросани НКЛ-26 на Московському глиссерному заводі. Уже в січні 1942 року на льоду Ладозького озера аеросани працювали по перекиданню вантажів до Ленінграда, а бойові аеросани типу НКЛ-26 несли патрулювання і охорону дороги життя. З початком війни на базі транспортних аеросаней НКЛ-6 були розроблені спеціальні розвідувальні аеросани НКЛ-26. Після закінчення війни більшу частину транспортних аеросаней були передані для використання в народному господарстві. Значна частина НКЛ-26 і НКЛ-16 була передана Міністерству зв'язку РРФСР. Вони обслуговували доставку пошти на регулярних лініях по річках Амур, Лена, Об, Північна Двіна, Мезень, Печора та ін., де неможливе використання звичайних транспортних машин. Виробництво аеросаней було припинено в 1959 році.

## Застосування
Складалися на озброєнні бойових аеросанних батальйонів, які діяли спільно з кількох родів частинами (головним чином з лижниками) і виконували самостійно завдання по службі бойового забезпечення - розвідка, зв'язок, переслідування та інше. Аеросани НКЛ-26 були розраховані на екіпаж з двох чоловік - командира машини, який одночасно виконував в бойових операціях функції стрілка, і водія-механіка.

## Недоліки
У бойових аеросаней НКЛ-26, в роки активного використання, були виявлені такі недоліки:
- обмеженість радіусу дій з однією заправкою;
- вразливість кулеметно-мінометним і артилерійським вогнем, що обмежує можливість для бойових аеросаней вести самостійно наступальні дії;
- недосконалість конструкції аеросаней, що ускладнює експлуатацію та обмежує їх бойове застосування

Представлена габаритна схема, креслення якої розробив за архівними матеріалами інженер І. Ювеналій, а виконали художники К. Коваль і М. Лінде. Достатньо докладний список складових елементів надано нижче, в таблиці «Основні параметри аеросаней НКЛ-26».
| 1. - передня лижа, 2. - піввісь, 3. - корпус, 4. - фара освітлення, 5. - броньовий лист, 6. - оглядового люк, 7. - стулка люка з щілинним прорізом, 8. - кільце турелі, 9. - кулемет, 10. - броньовий щит на поворотній турелі, 11. - основний паливний бак, 12. - заправна горловина бака, 13. - підкоси моторної рами, 14. - капот мотоустановки, 15. - резервний паливний бак, 16. - знімний масляний бак, 17. - магнето запалювання, 18. - повітряний гвинт, 19. - вихлопної патрубок, 20. - двигун, 21. - подмоторную рама, 22. - стартер, 23. - підігрівач повітря на вході в карбюратор, 24. - огородження повітряного гвинта, 25. - задня амортизаційна стійка, 26. - задня піввісь, 27. - кабанчик лижі, 28. - гальмівний механізм, 29. - задня лижа, 30. - акумуляторна батарея, 31. - тяга управління задня, 32. - стрічка кріплення бензинового бака, 33. - ложемент бака, 34. - сошка головного валу управління, 35. - тяга управління передня, 36. - двері кабіни, 37. - амортизаційна стійка, 38. - вузол кріплення півосі. |

## згадка
- У комп'ютерній грі «Територія смерті» в жанрі жахів використовуються моделі бойової техніки - Аеросани НКЛ-26.
- У грі «Друга Світова» є сани НКЛ.
- У модифікації Forgotten Hope, для гри Battlefield 1942, на одній з карт знаходяться аеросани НКЛ-26.
- У танковому симуляторі Panzer Front, при форсуванні річки Неви.
- У грі Gates of hell у місії Холодна вечеря є аеросани НКЛ-26.

## Де можна побачити
Аеросани НКЛ-26 представлені в експозиціях Музею вітчизняної військової історії в селі Падіково Істринського району Московської області, Музейного комплексу УГМК військової та цивільної техніки в м. Єкатеринбург